# Kłodnica Kościelna
Kłodnica Kościelna – dziś Chodel, dawne miasto w powiecie opolskim
W roku 1325 występuje źreb znany jako Kłodnica Kościelna Maciejowskiego, od XIX w. nazywana Kłodnicą Kościelną na jej gruntach w roku 1541 powstaje nowo lokowane miasto Chodel dziś wieś. Ostatecznie wchłonięta przez Chodel – 11 km na SE od Opola Lubelskiego, nad rzeką Chodelką, około 80 km na NE od klasztoru świętokrzyskiego, 23 km na SE od Braciejowic.
Wieś podległa administracyjnie:
- Powiat lubelski początkowo parafia własna, od 1541 r. parafia Chodel.

Otoczenie Kłodnicy w wieku XV:
- W roku 1429 graniczy z Wronowem[4]. 1447, 1460 z Jeżowem[5].

## Wydarzenia historyczne i osoby z nimi związane
Wieś stanowiła własność szlachecką, od 1582 r. kolegium Jezuitów w Lublinie.
- 1409 – Markusz rządca[6].
- 1416 – dziedzicem był Jakusz Ciołek[7].
- 1418 – tenże zapisuje żonie Hannie 200 grzywien wiana na Kłodnicy i Kornaszycach.
- 1419 – Anna wdowa po Jakuszu Ciołku odstępuje swemu dziewierzowi (staropolskie-dziś powiemy szwagrowi) Wawrzyńcowi Kłodnicę i 1/2 część Komaszyc, które posiadała prawem wiennym[8].
- 1419 – Świętochna córka Jakusza Ciołka[9].
- 1420 – Anna wdowa po Jakuszu Ciołku, żona Jakusza z Mętowa zrzeka się na rzecz Leona dziedzica z Kłodnicy, notariusza dworu królewskiego 60 grzywien posagu zapisanego jej na Kłodnicy i Komaszycach[10].
- 1420–30 – famosus-nobilis (słynny-sławny) Leon z Kłodnicy[11].
- 1431 – Władysław Jagiełło zapisuje Wawrzyńcowi Ciołkowi z Kłodnicy i synowi jego Piotrowi 80 grzywien na 4 wsiach na Podolu[12]
- 1442–52 – Andrzej Maciejowski z Kłodnicy i Godowa[13][14].
- 1451 tenże odstępuje Kłodnicę i Komaszyce synowi Janowi i jego przyszłej żonie Katarzynie, córce Dziersława z Bidzin [i Wysokiego][15].
- 1451–80 – Jan Maciejowski syn Andrzeja[16].
- 1466–80 – podstoli ziemi lubelskiej[17].
- 1451 – tenże zapisuje żonie Katarzynie 200 grzywien wiana[18].
- 1473 – Katarzyna żona Jana Maciejowskiego, siostra Mikołaja Kaszowskiego z Wysokiego[19]
- 1470–80 – dziedzic Mikołaj Maciejowski herbu Ciołek. Folwark posiadał 6 łanów kmiecych, 2 karczmy bez ról, zagrodników nie ma (Jan Długosz L.B. II 546, III 252).
- 1504–11 – Bernard Maciejowski z Kłodnicy podsędek ziemi lubelskiej[20].
- 1512–23 – Bernard Maciejowski był sędzią ziemi lubelskiej[21][22].
- 1531 – pobór łącznie z Godowem i Komaszycami z 9 łanów,
- 1533 – pobór z 2 łanów (RP).

## Powinności wobec kościoła
Dziesięcina należy do klasztoru świętokrzyskiego, biskupa krakowskiego oraz do plebana, najpierw miejscowego, potem Chodla.
- 1470–80 – z 6 łanów kmiecych. dziesięcina snopowa i konopna wart. do 6 grzywien dowożą klasztorowi świętokrzyskiemu, z folwarku dziesięciny bierze pleban Kłodnicy Kościelnej (Jan Długosz L.B. t.II s.546, t.III s.252).
- 1492 – Stanisław z Wojczyc kanonik i oficjał sandomierski przyznaje klasztorowi świętokrzyskiemu dziesięciny z 6 łanów kmiecych. w Godowie, 6 łanów kmiecych. w Komaszycach i 8 łanów kmiecych[a] w Kłodnicy Kościelnej, zaś biskupowi krakowskiemu dziesięciny z pozostałych łanów kmiecych, tych, które wykarczowane zostały w ciągu ostatnich 40 lat[23].
- 1528 – opat świętokrzyski skarży w konsystorzu lub. kmieci z Kłodnicy Kościelnej, Godowa i Komaszyc o zabranie należnej klasztorowi z ich ról dziesięciny bez zapłaty[24].
- 1529 – dziesięcina snopowa wartości 3 wiardunki należy do stołu konwentu świętokrzyskiego, z pewnych ról folwarcznych dziesięcina snopowa wartości 0,5 grzywny pobiera pleban[25].
- 1537 – dziesięciny za ten rok z wyżej wymienionych wsi kupił od klasztoru za 22 grzywien ich dziedzic[26].
- 1538 – wyżej wymienione dziesięciny kupuje za 20 grzywien wójt Głogówka[26]
- 1539 – najpierw dziedzice Kłodnicy Kościelnej, Godowa i Komaszyc, czyli Maciejowscy herbu Ciołek, a następnie pleban Chodla płacili klasztorowi za dziesięciny z tych wsi po 20 grzywien rocznie[26]
- 1541 – nowo erygowana parafia w Chodlu uzyskuje m.in. dziesięciny z Kłodnicy Kościelnej i Komaszyc, należące dotychczas do biskupa krakowskiego i plebana Kłodnicy Kościelnej[27].
- 1606 – dziesięciny z Godowa, Kłodnicy Kościelnej i Komaszyc dzierżawi od klasztoru świętokrzyskiego pleban Chodla Kacper Gemezjusz[27]
- 1617 – w sporze z plebanem Chodla oficjał lubelski przyznaje klasztorowi dziesięciny ze starych łanów kmiecych w Kłodnicy Kościelnej, Godowie i Komaszycach.

Wyrok ten w 1621 r. zatwierdził nuncjusz, a w 1628 r. Kłoczyński, przełożony klasztoru Bożego Ciała w Krakowie, delegat Sądu Apostolskiego.
Poddając się temu wyrokowi, pleban Chodla zapłacił klasztorowi świętokrzyskiemu za nieprawnie zabraną dziesięcinę oraz ponownie wydzierżawił od niego dziesięciny z Komaszyc, wcześniej jednak zrzekł się swoich praw do spornej dziesięciny z Kłodnicy Kościelnej i Godowa na rzecz kolegium Jezuitów w Lublinie, kollatora kościoła chodelskiego.
- 1628 – proces między klasztorem świętokrzyskim a kolegium Jezuitów w Lublinie o dziesięciny z Kłodnicy Kościelnej i Godowa, zakończony wygraną klasztoru, który uzyskał w nich dziesięcinę snopową oraz 500 zł odszkodowania[29].

przed 1638 r.– zaraz po ww. układzie, gdy zakonnicy świętokrzyscy po wybraniu snopów dziesięciny odjechali do klasztoru na święto Wniebowzięcia NMP [15 VIII], Wojciech Malinowski, pleban Chodla, oskarżywszy ich przed konsystorzem lubelskim o przekroczenie granic należnych im gruntów dziesięcinnych, zagarnął wybrane snopy i zwiózł do swojej stodoły.
- 1638 – zapada korzystny dla klasztoru świętokrzyskiego wyrok oficjała lubelskiego w tej sprawie, potwierdzony przez nuncjusza[30]
- 1639 pleban Chodla oddaje zagarnięte snopy i wynagradza za zużyte oraz zniszczone[30]
- 1639–42 dzięki staraniom Jezuitów z Lublina popierających plebana Chodla wznowiono proces o dziesięciny z Kłodnicy Kościelnej, Godowa i Komaszyc, ponownie wygrany przez klasztor świętokrzyski[31].
- 1643 – pleban Chodla wydał przybyłym mnichom benedyktyńskim dziesięcinę w naturze za 3 lata z wyżej wymienionych wsi, jednakże, gdy ci kazali je swoim ludziom na miejscu młócić, na rozkaz Jezuitów sporne snopy i ziarno zostały zamknięte w stodołach[32].
- 1643–52 – proces klasztoru świętokrzyskiego z kolegium Jezuitów w Lublinie o dziesięciny z Kłodnicy Kościelnej, Godowa i Komaszyc[32]
- 1646 papież – Innocenty X nakazuje Jezuitom oddawać klasztorowi świętokrzyskiemu dziesięciny w takim stanie, w jakim uiszczane były, gdy dobra te nabyli, tzn. pieniężnym ryczałtem, jednak klasztor świętokrzyski kontynuuje proces, chcąc uzyskać dzisięcinę snopową[33].
- 1651 – Sebastian Mogilnez przeor klasztoru świętokrzyskiego oraz Maciej Szamarzewski rektor kolegium Jezuitów w Lublinie zawierają układ w sprawie dziesięcin z ww. wsi, na którego mocy anulowano roszczenia klasztoru o zaległe dziesięciny, sporne dziesięciny z Godowa, Kłodnicy Kościelnej i Komaszyc oszacowano na 150 zł rocznie, zmieniając tę kwotę na kapitał 2160 zł, który umieszczony na pewnych dochodach miał dawać 7% rocznego dochodu[34].
- 1652 – zatwierdzenie tej umowy przez opata i konwent klasztoru świętokrzyskiego, generała zakonu Jezuitów, papieża Innocentego X i nuncjusza[34][35].
- 1653 – przeor klasztoru świętokrzyskiego umieszcza ww. kapitał na wsi Bostów należącej do Hieronima Tymińskiego na wyderkaf, wynoszący rocznie 150 zł, który płacono aż do supresji klasztoru[36] 1819 rok.
- 1687, 1689 – Michał Tymiński, dziedzic Bostowa i Cząstkowa, płaci konwentowi świętokrzyskiemu corocznie na ś. Marcina [11 XI] po 150 zł z sumy 2160 zł znajdującej się na wyderkaf w Bostowie tytułem dziesięciny chodelskiej[37].

## Badania archeologiczne
Badania archeologiczne prowadzone na terenie Kłodnicy doprowadziły do znaleziska monet rzymskich. Ślady materialne osadnictwa z okresu XI-XIII w. stwierdzono w trakcie programu badań AZP.